# Cimitero monumentale di Barletta
Il cimitero monumentale di Barletta, opera dell'architetto Francesco Sponzilli,  sorge nel quartiere Settefrati (Barletta), a 500 metri dal mare Adriatico.

## Storia
La costruzione del cimitero avvenne a partire dal 1840, in seguito all'editto di Ferdinando II delle due Sicilie, che prevedeva la costruzione di cimiteri al di fuori delle cinte urbane. Il progetto fu commissionato al barlettano Sponzilli, capo del genio civile, nel 1843. Il nuovo cimitero fu inaugurato nella seconda metà del 1800.

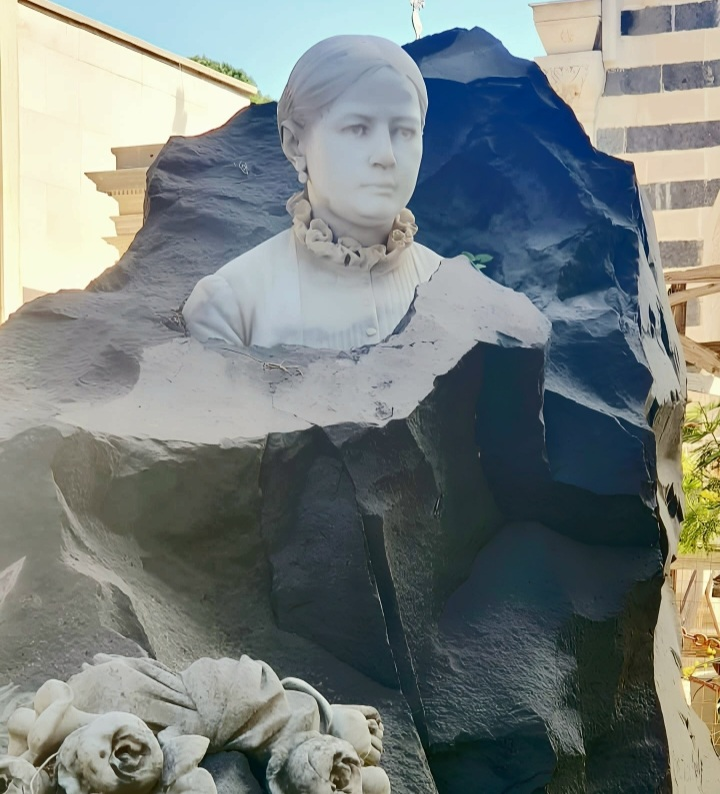
"La ragazza inghiottita", uno dei monumenti più conosciuti del cimitero

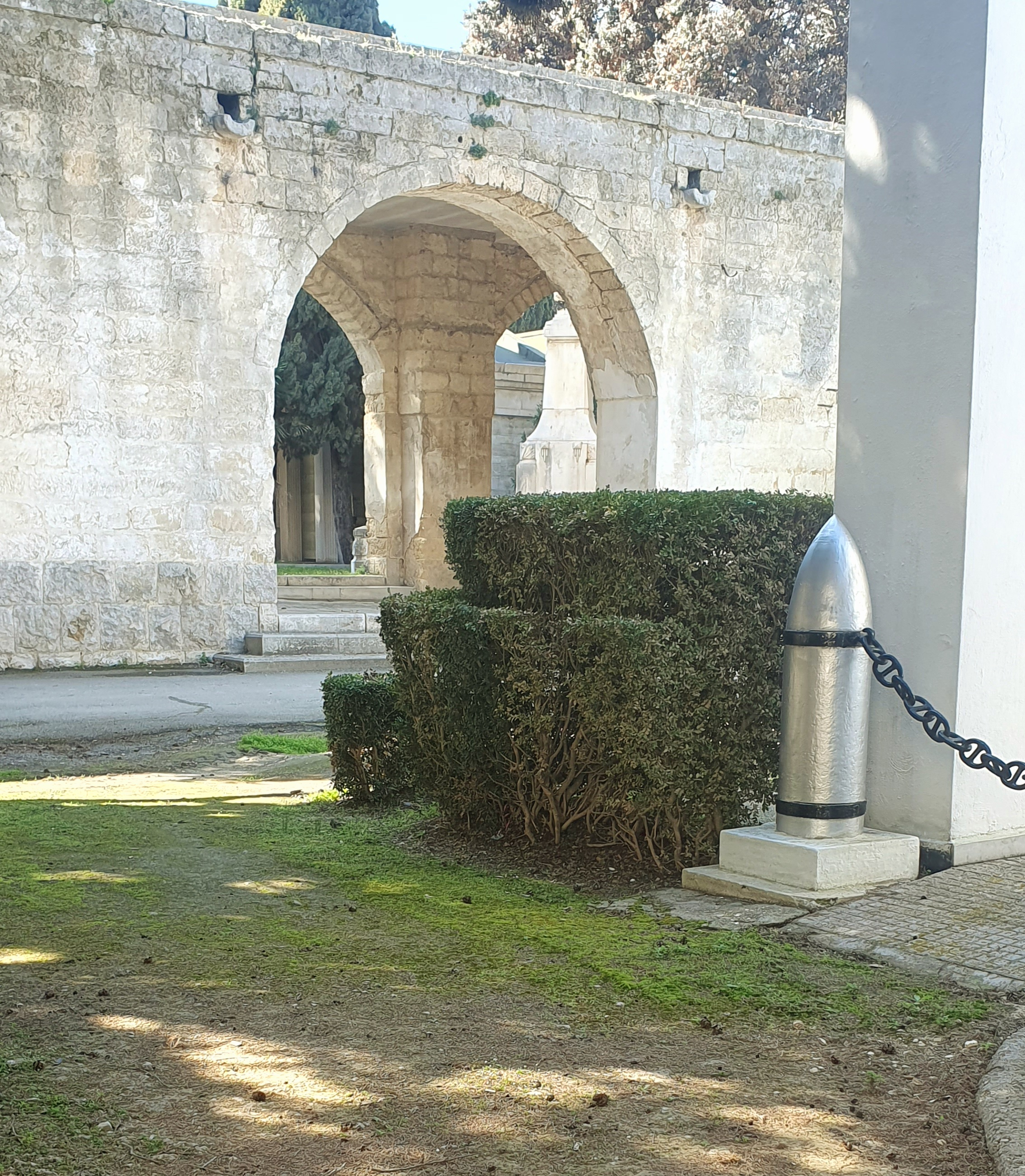
Uno scorcio dell'area antica

## Cappelle e tombe di pregio e di personaggi noti
- Cappella Messinese

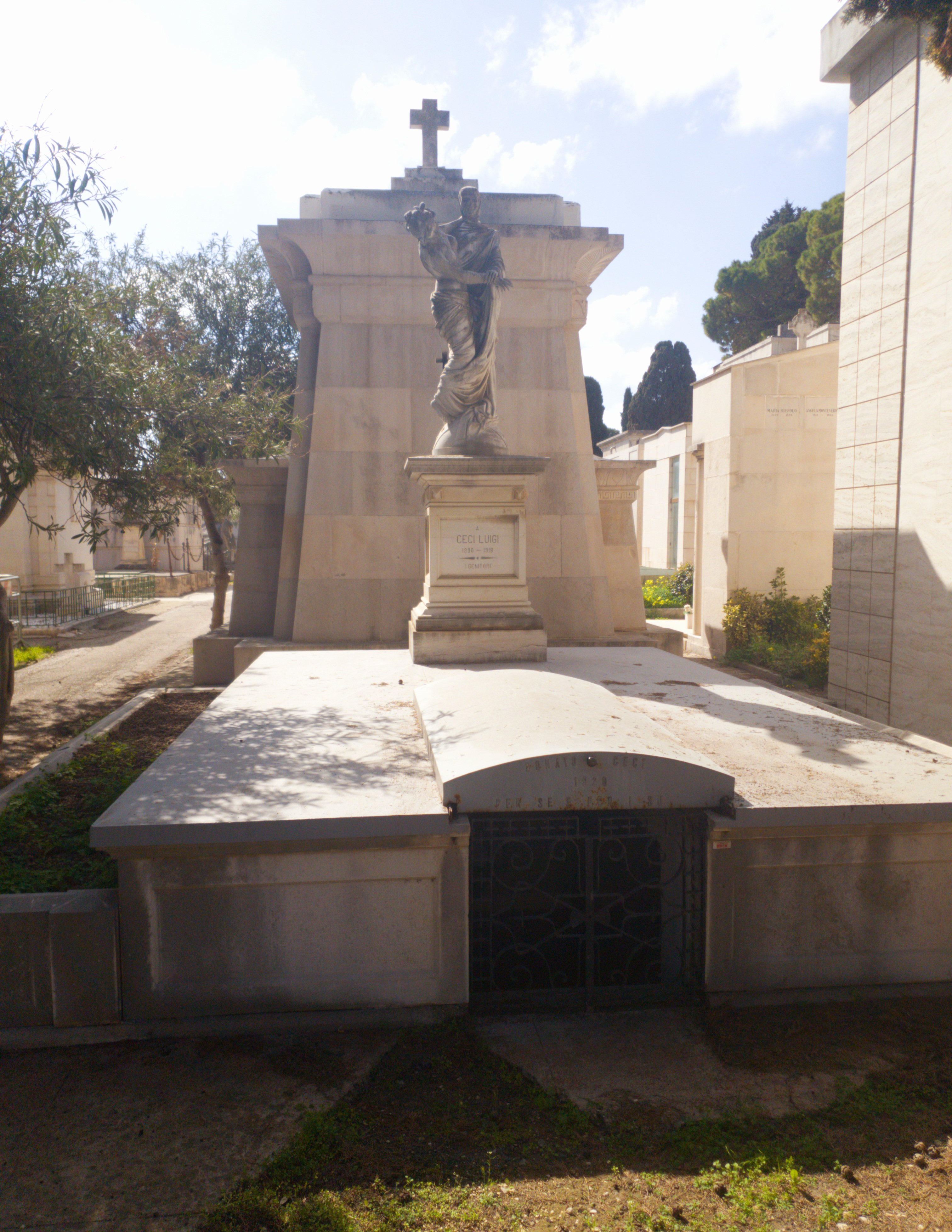
Tomba Ceci

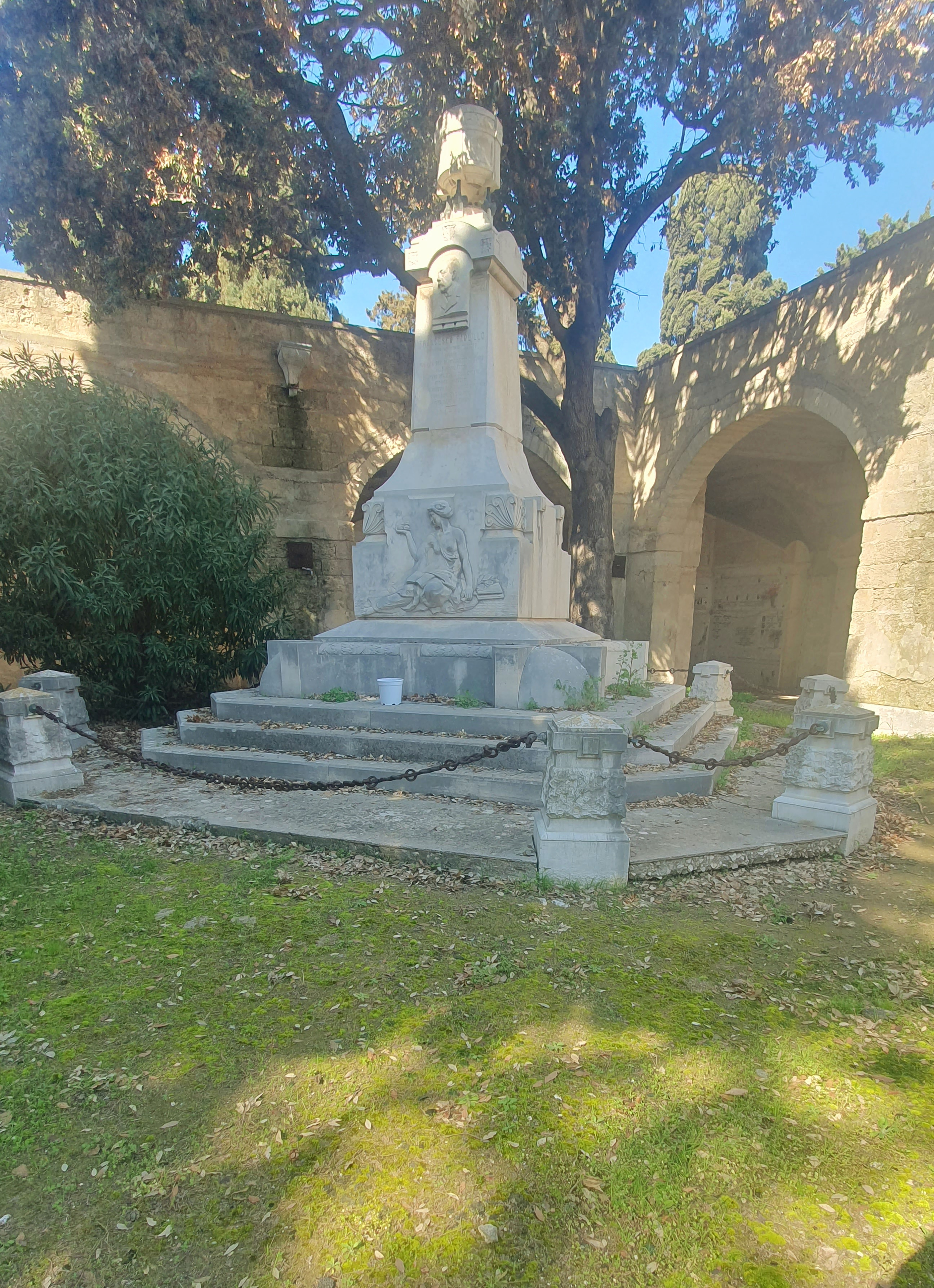
Tomba Paolillo

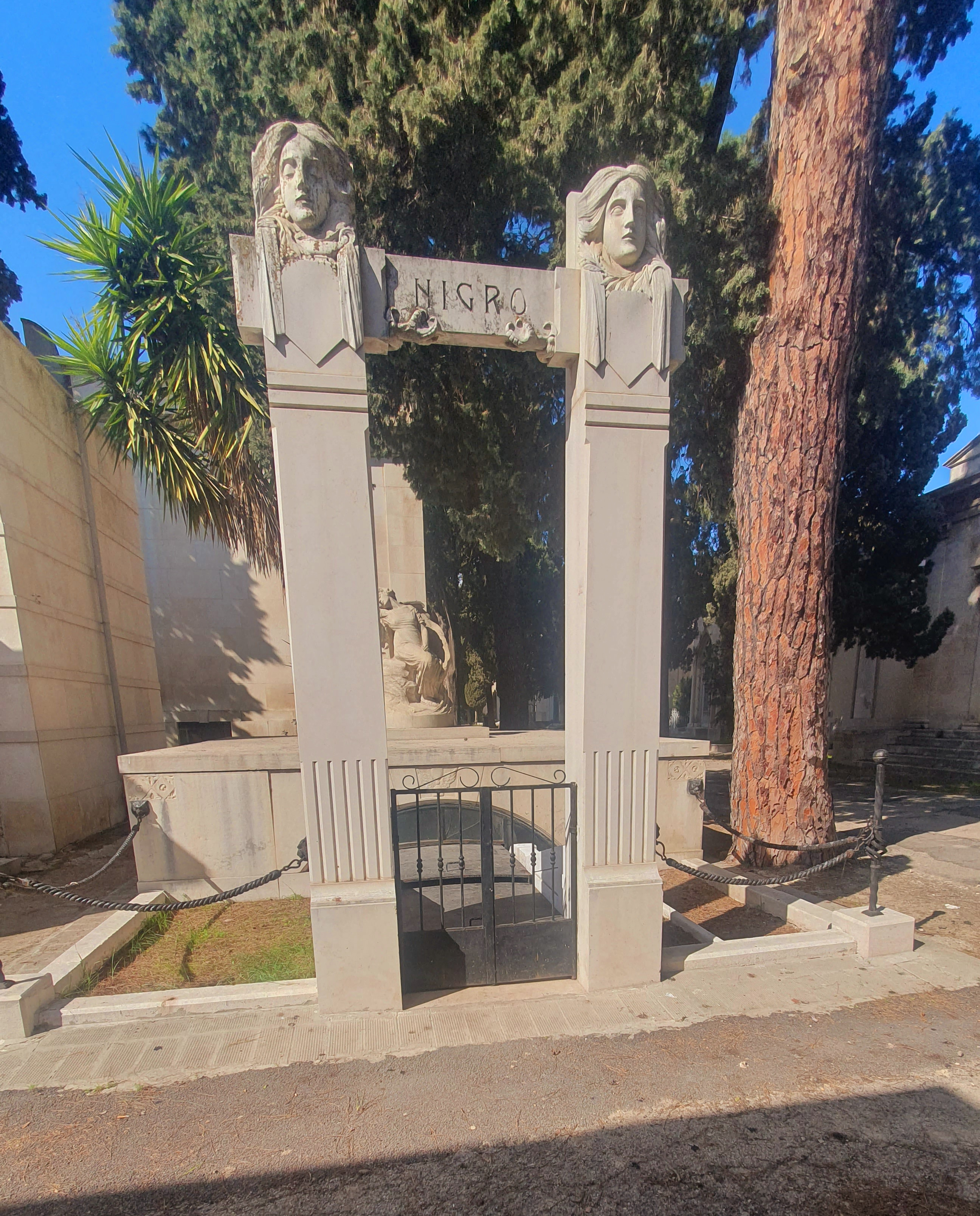
Tomba Nigro

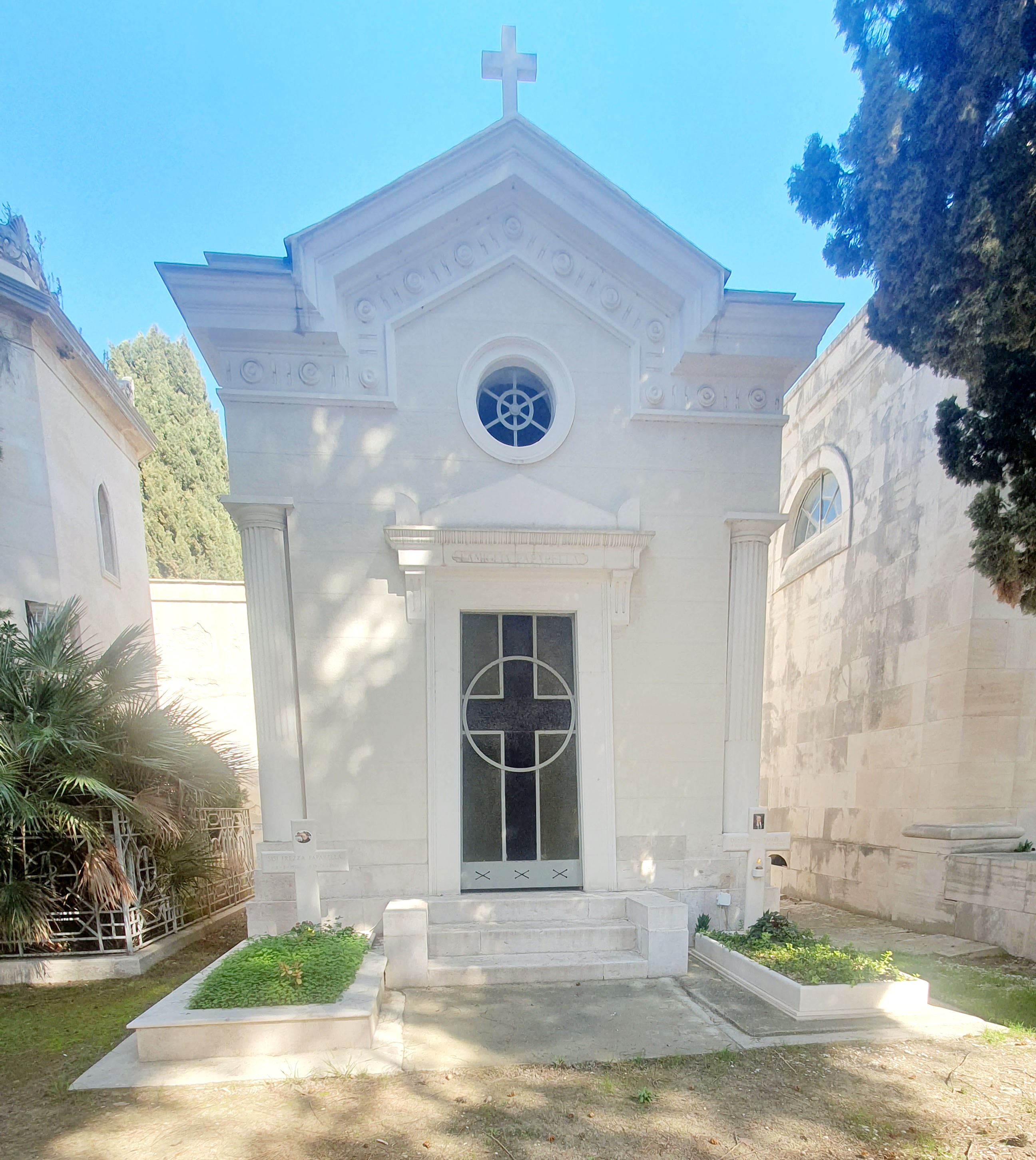
Cappella Paparella

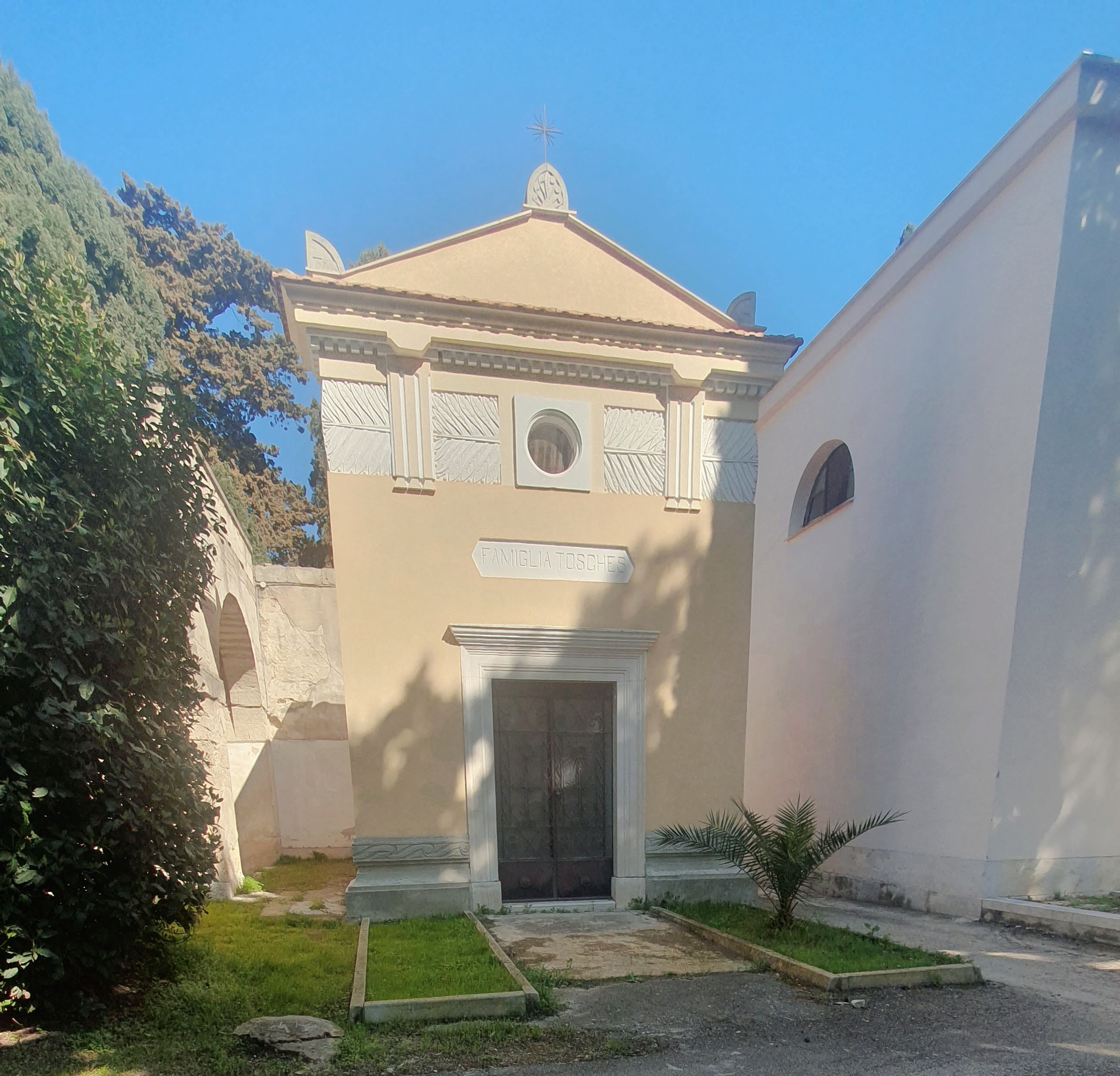
Cappella Tosches

Costruita dall'ingegnere Boccassini, si rifà a uno stile neoclassico, con due sfingi sulla facciata. 
- Cappella De Leone

Classica cappella a tempio, con scalinata centrale. Un tempo arricchita era da due sculture. 
- Cappella Ortona
- Cappella Abbate
- Cappella Famiglia Boccassini
- Tomba di Giuseppe Gabbiani
- Tomba Vecchi
- Tomba Russo
- Tomba Vecchi
- Tomba Famiglia Pansini
- Tomba Nigro
- Tomba Francesco Vista
- Tomba di Giacomo Frank, padre di Nino Frank

## Monumenti di pregio

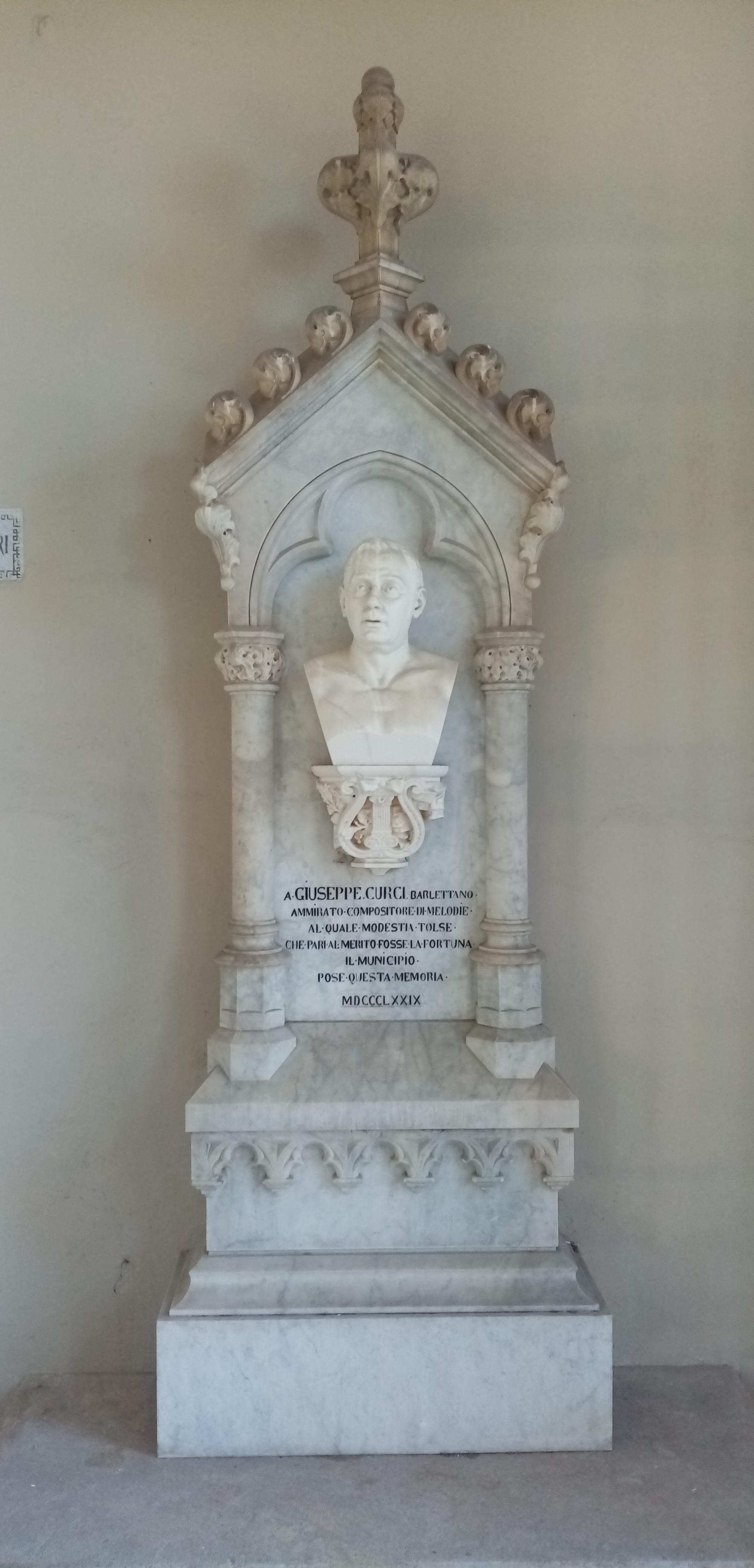
Il monumento funebre a Giuseppe Curci

Oltre alle circa 80 edicole votive di particolare valore artistico, si possono isolare quattro monumenti importanti:

### Cimitero greco-ortodosso

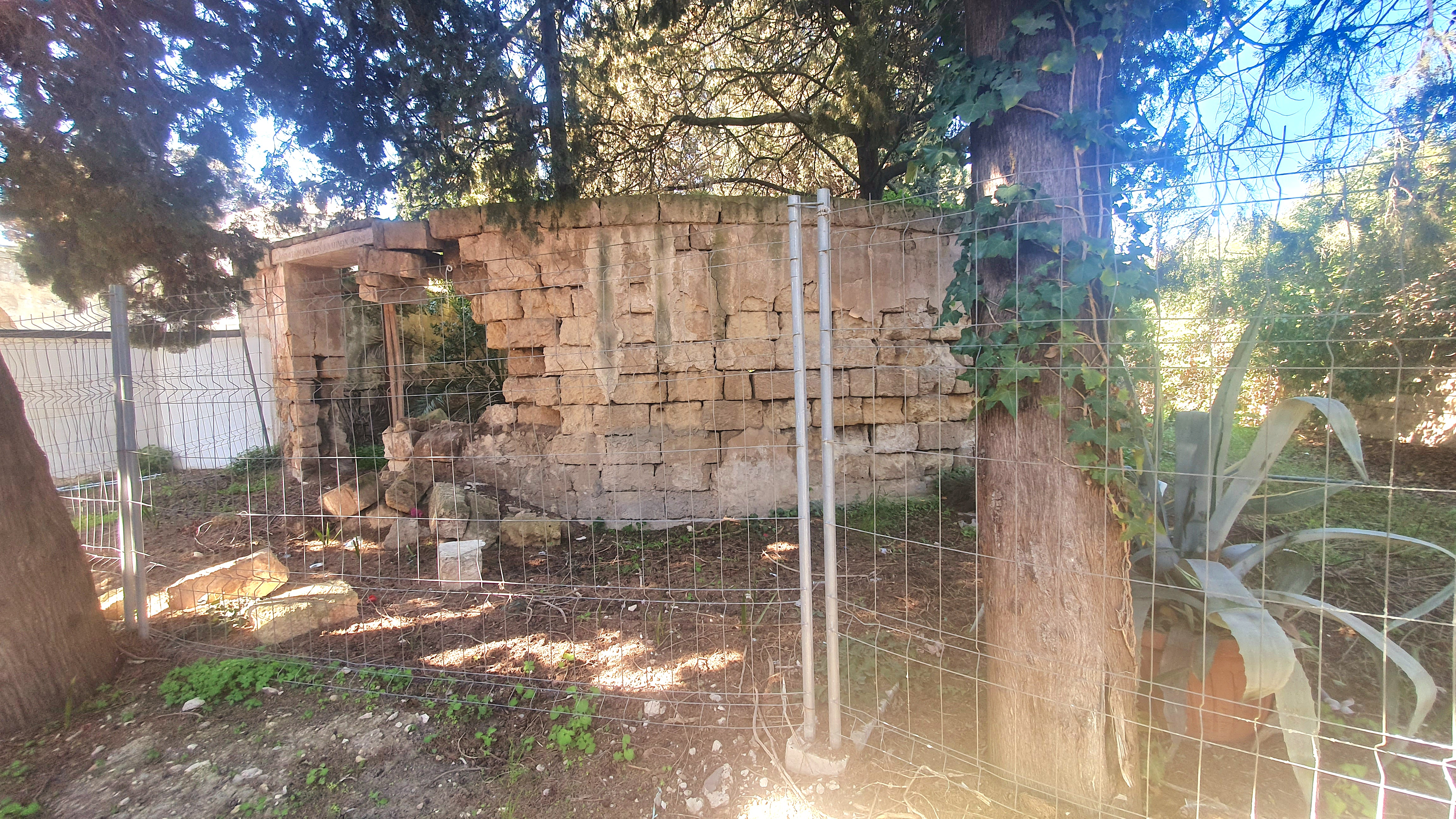
Esterni del perimetro cimiteriale

Barletta nel 1500 accolse una folta comunità greca, rimasta isolata fino al 1800. Nel centro storico poi si possono ammirare due luoghi dedicati al culto ortodosso: la chiesa di San Giorgio e la chiesa dei Greci.
Il cimitero greco risulta databile a metà del 1800.

### Cappella cimiteriale

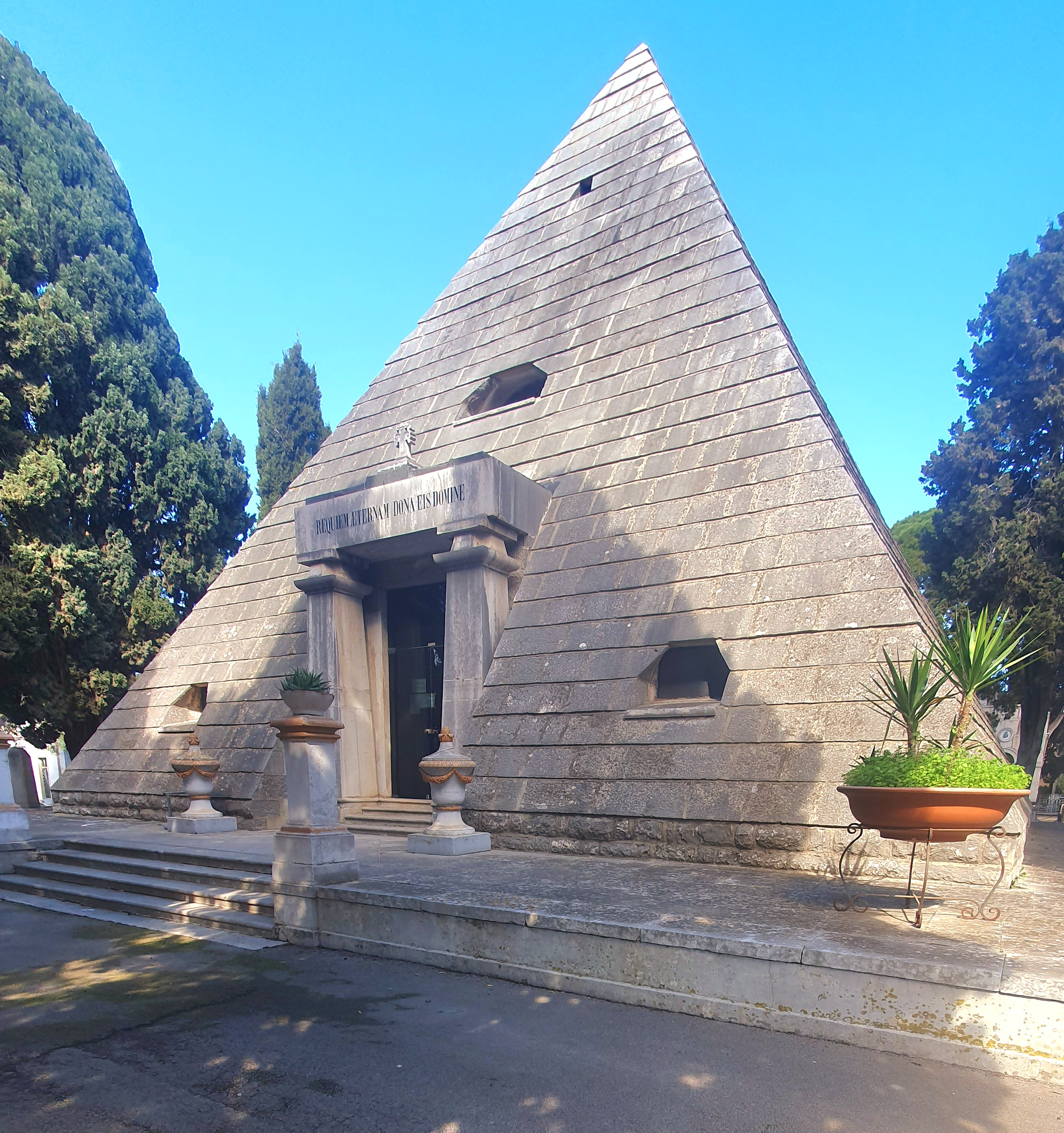
Veduta esterna

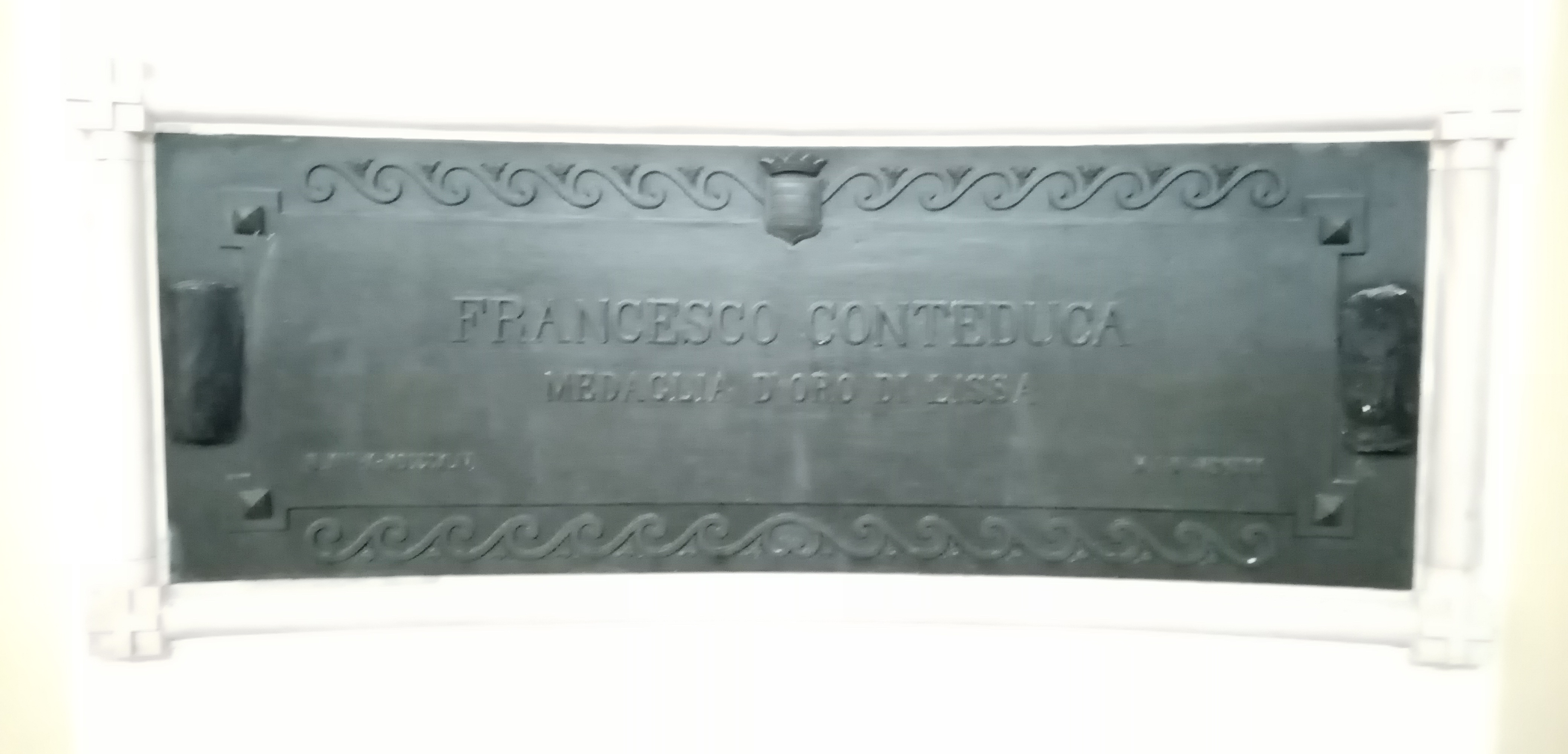
La tomba di Francesco Conteduca al suo interno

All'inizio la piramide avrebbe dovuto fare da ingresso per il cimitero, ma il progetto originario fu stravolto molto volte. Nel 1860 fu inaugurata come cappella cimiteriale.

### Ossario dei caduti in guerra

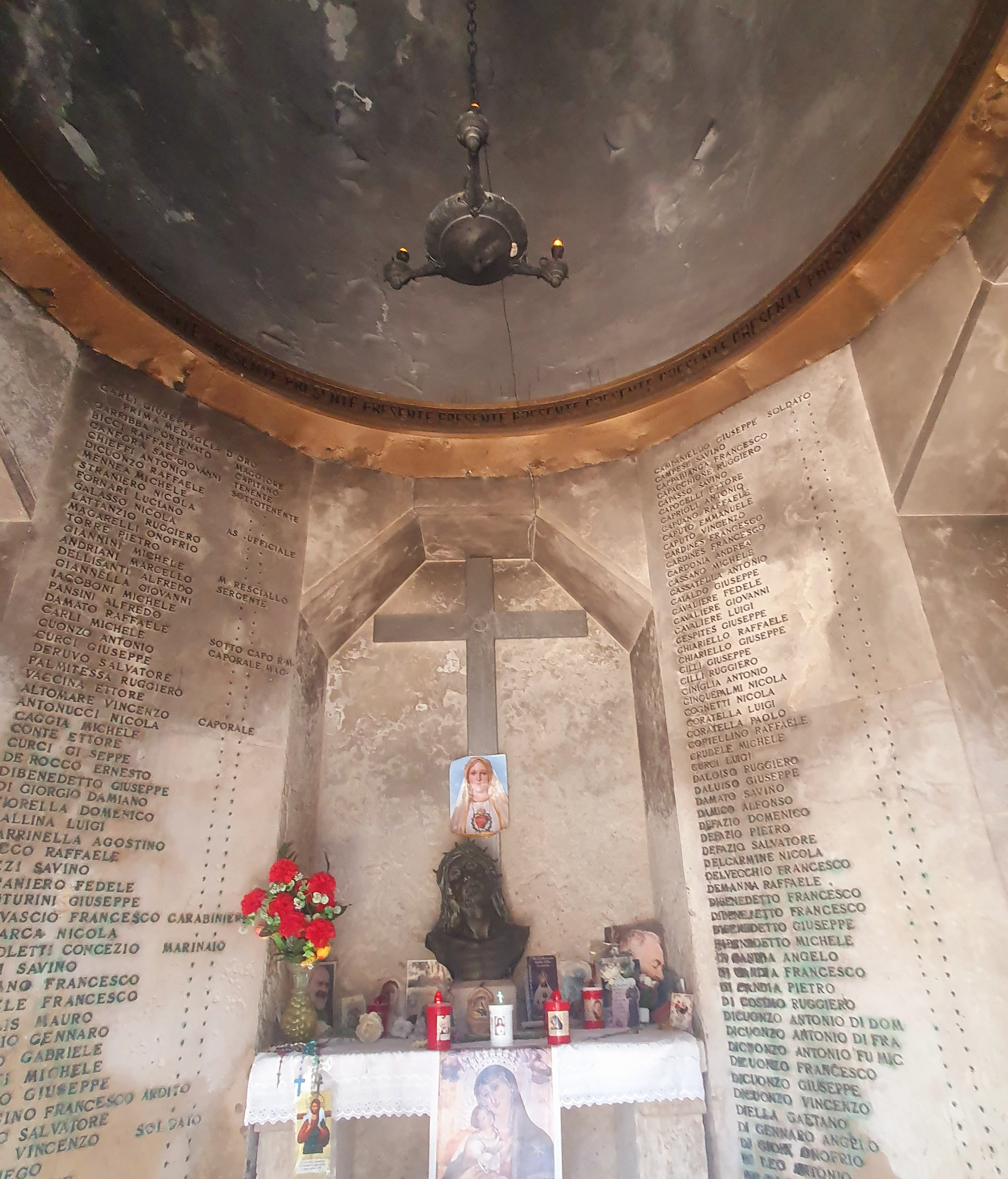
Veduta interno dell'Ossario Militare

Fu realizzato negli anni '30 su impluso del generale barlettano Torre

### Ossario commemorativo dei caduti jugoslavi
L'Ossario commemorativo dei caduti jugoslavi, concepito da Dušan Džamonja nel 1968 e inaugurato il 4 luglio 1970, risulta essere uno dei 4 spomenici d'Italia [], oltre a Sansepolcro, Gonars e Prima Porta vicino a Roma.